# Slovenský rozhlas

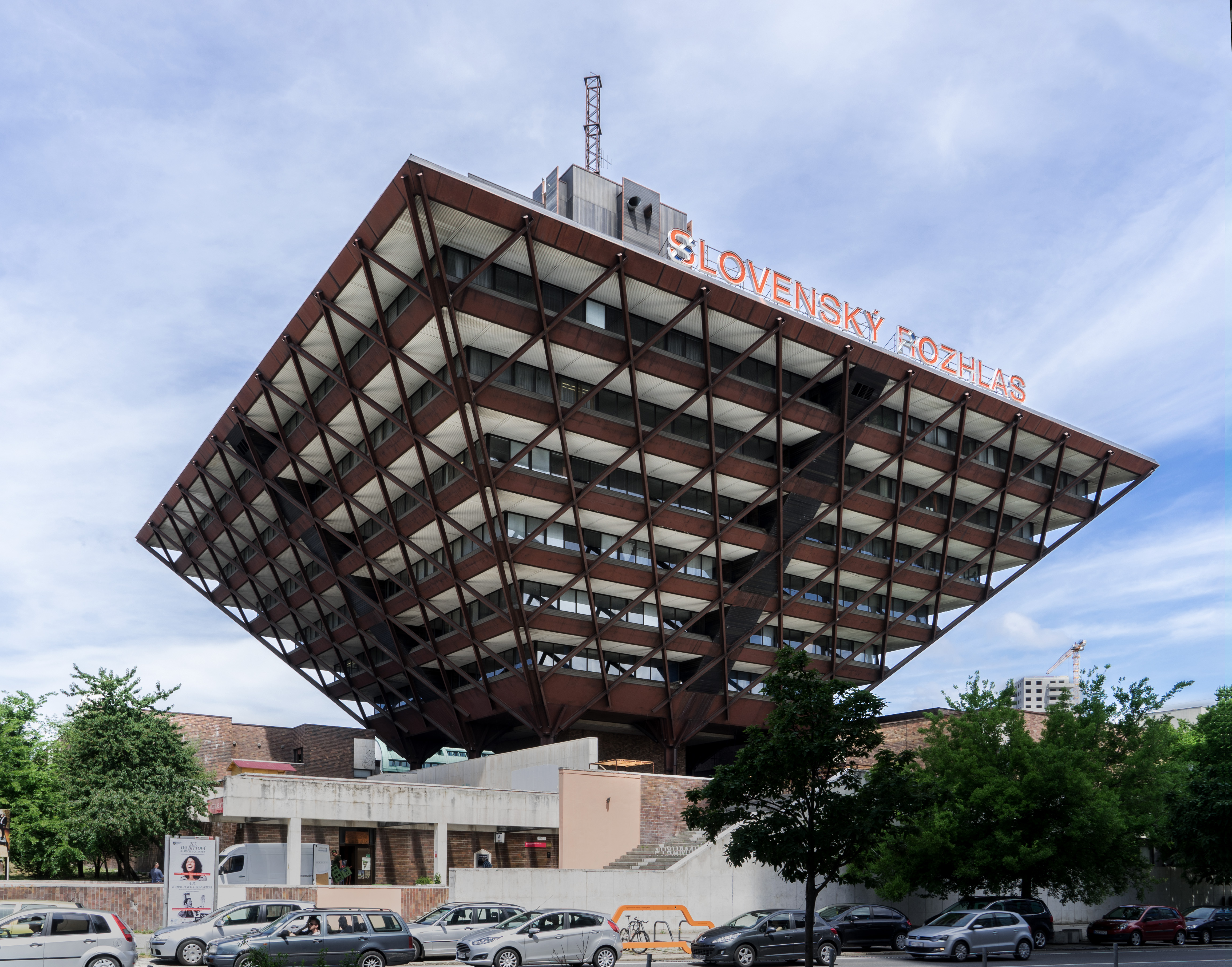
Gebäude des slowakischen Hörfunks in Bratislava

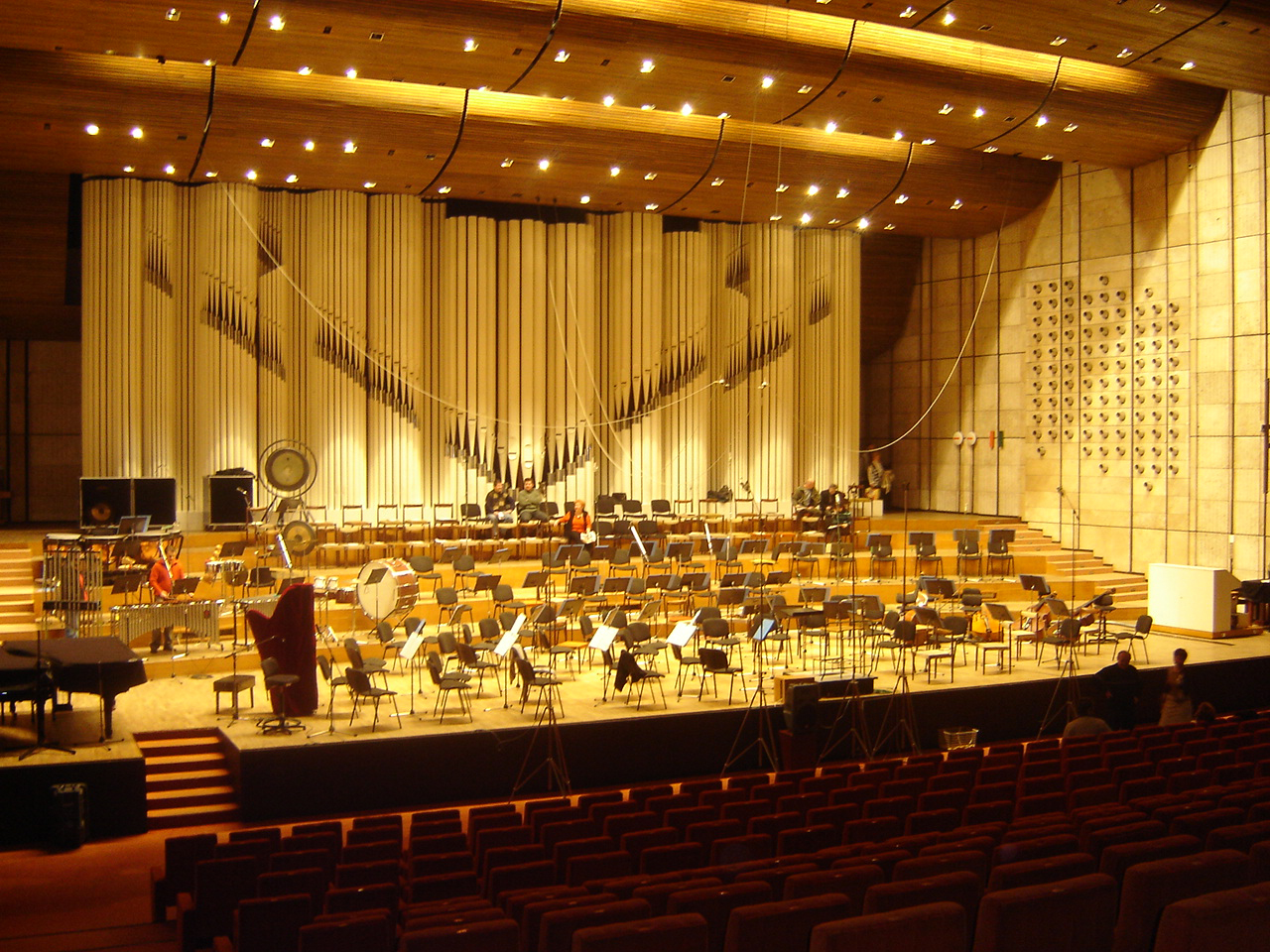
Radio Bratislava: Der große Sendesaal mit der größten Orgel der Slowakei.

Slovenský rozhlas (SRo; deutsch: „Slowakischer Hörfunk“) war die öffentlich-rechtliche Hörfunkgesellschaft der Slowakei. Sie war aus dem Tschechoslowakischen Rundfunk (Československý rozhlas) hervorgegangen. Die Geschichte geht auf das Jahr 1923 zurück.
Seit Januar 2011 ist der Hörfunk zusammen mit dem slowakischen Fernsehen Teil der Rozhlas a televízia Slovenska (RTVS; „Slowakischer Rundfunk“). SRo wurde eine Zeit lang noch als Marke genutzt, mittlerweile wird darauf allerdings verzichtet.
Die Gesellschaft produziert fünf nationale und ein internationales Hörfunkprogramm:
- Rádio Slovensko (SRo 1)
- Rádio Regina (SRo 2)
- Rádio Devín (SRo 3)
- Rádio FM (SRo 4)
- Rádio Patria (SRo 5)
- Radio Slowakei International (Radio Slovakia International; RSI)

Außerdem werden drei digital (Internet, DVB-T, Kabel, Sat) empfangbare Programme angeboten:
- Rádio Pyramída
- Rádio Litera
- Rádio Junior[3]